# Dies irae -Also sprach Zarathustra-
《Dies irae》是light發售的PC平台十八禁文字冒險遊戲系列，最初版本發行於2007年12月21日，《Dies irae -Also sprach Zarathustra-》漢字翻譯神怒之日（怒りの日）。
《Dies irae》是正田崇筆下的神座萬象系列第二作，與前作《Paradise Lost (18禁游戏)》和後作《神咒神威神樂》擁有共同世界觀。
2015年4月light藉着15周年的之際，公開了動畫化企劃的網站，藉由眾籌來做為動畫的製作費用。不久旋即達到3,000萬日圓的目標，正式開始動畫製作。電視動畫於2017年10月6日深夜時段起東京都會電視台首播。

## 故事簡介
生活在諏訪原市的極其普通的學生——藤井蓮，和親友——遊佐司狼互毆決鬥後，絕交。其後仍然與青梅竹馬——綾瀨香純和學姐——冰室玲愛一起過著學園生活。
但他所居住的諏訪原市開始出現無差別斷頭殺人事件。並且奇怪的是，蓮這時開始做起自己在斷頭台上被斬首的噩夢。而這對他來說，只是充滿恐懼和痛苦的戰爭的前兆。
日常生活被顛覆。暗處超常人群在暗暗行動。城市成為戰場，超乎尋常的事情向蓮襲來。面對不戰鬥就無法生存的現實，他是否能奪回自己平凡的生活呢？

## 登場角色
- 聲：PC遊戲版 / 掌機版 / 動畫版

藤井蓮（聲：無；；鳥海浩輔、矢口麻美（少年時代））
本作主角，諏訪原市月乃澤學園二年級生。
性格上有些孤僻、缺乏社交性而使得要好的朋友極少。不喜爭鬥，希望生活的平凡且無風無雨。
故事開始前兩個月與好友司狼因某件事鬧翻而在學校裡大打出手，最後雙雙住院之事使他在學校內的風評變得更差。
綾瀨香純（聲：佐本二厘；結下Michiru；福原綾香）
女子劍道部部長。有些男孩子氣，好勝。與蓮是能互相打鬧的關係。
與惡名昭彰的蓮相反，性格開朗、和善的她很受大家歡迎。劍道水準有全國等級而有著高知名度。
是個大大咧咧的角色，但面對蓮就很容易擔心起對方並管起閒事。
瑪麗（Marie，聲：榊原由依）
出現在蓮夢中的金髮少女。只能確定對方不是日本人，且連是否真的存在都不清楚。
冰室玲愛（聲：雛見風香；生天目仁美）
在學校人氣不輸給香純的三年級學姐。
有著四分之一的德國血統，態度冷靜超然，總是沒有太多表情的她讓人不由得會保持距離。
但個性並非冷漠無情，反而可以歸類到怪人之類。
櫻井螢（聲：川島梨乃；瑞澤溪）
轉入月乃澤學園的轉學生。因為過去有團員的死亡而成了聖槍十三騎士團的新成員。
因為某個緣故而與黑圓桌有關的家族的後裔，由於年齡的緣故與幹部們都不認識。
遊佐司狼（聲：文藝復興山田；前田剛）
與蓮是青梅竹馬的少年，也是他少有的朋友。
什麼事都能很快上手的天才，所以總顯得興趣缺缺過著無聊的日子。
追求享樂與刺激，某天因某件事與蓮決裂，並在學校內大打出手而雙雙入院。
結果就是因此被退學，自此就沒人知道其下落。
本城惠梨依（聲：皆美伊吹；牧野芳奈）
司狼被退學後遇見的少女，因為合得來就開始一起行動。
知識廣博且思維敏捷，是個文武雙全的才女。但她破壞性的思考模式卻讓人很難以相處。

### 聖槍十三騎士團
- 聲：PC遊戲版 / 掌機版 / 動畫版

萊因哈特·海德里希（Reinhard Heydrich，聲：トム・クノレーズ；諏訪部順一）
瓦雷利亞·托里法（Valeria Trifa，聲：青島刃；成田劍）
威廉·愛登堡（Wilhelm Ehrenburg，聲：杉崎和哉；谷山紀章）
魯薩爾卡·修薇格林（Rusalka Schwägerin，聲：木村絢香；豬口有佳）
麗莎·布倫娜（Riza Brenner；羽吹梨里）

## 電視動畫
《Dies irae》由A.C.G.T製作，2017年10月6日開始於在東京都會電視台等電視台播放。

### 主題曲
片頭曲
填詞、主唱：榊原由依，作曲：與猶啟至，編曲：磯江俊道、與猶啟至、若井望
片尾曲
填詞：鳥海浩輔，作曲、編曲：渡邊亮希，主唱：Fero☆Men

### 各話列表
| 話數 | 日文標題 | 中文標題           | 劇本   | 分鏡       | 演出            | 作畫監督                              | 片尾插圖  |
| ---- | -------- | ------------------ | ------ | ---------- | --------------- | ------------------------------------- | --------- |
| #00  |          | 黎明               | 正田崇 | 渡部高志   | 工藤進          | 福世孝明                              | 六時      |
| #01  |          | 黃昏的少女         | 正田崇 | 工藤進     | 岩月甚          | 古澤貴文                              |           |
| #02  |          | 獸之爪牙           | 正田崇 | 富永恆雄   | 富永恆雄        | 岡郁美、村谷貴志                      |           |
| #03  |          | 噩夢的終結即是開端 | 正田崇 | 鎌仲史陽   | 鎌仲史陽        | 松本文男、小倉恭平                    | 荻原凜    |
| #04  |          | 蜘蛛               | 正田崇 | 渡部高志   | 岩月甚          | 松本文男、小倉恭平                    | 港川一臣  |
| #05  |          | 再會               | 正田崇 | 宇田鋼之介 | 高島大輔        | 古澤貴文                              | 夕薙      |
| #06  |          | 黃金之獸           | 正田崇 | 渡部高志   | 工藤進          | 松本文男、渡邊真由美                  | 荻pote    |
| #07  |          | 生贄祭壇           | 正田崇 | 富永恆雄   | 富永恆雄        | 小倉恭平、岡辰也                      | zinno     |
| #08  |          | 約定               | 正田崇 | 柳澤哲也   | 村山靖          | 岡辰也、Park ji-seung                 | wingheart |
| #09  |          | 母之罪             | 正田崇 | 鎌仲史陽   | 鎌仲史陽        | 小倉恭平、松本文男                    |           |
| #10  |          | 不死英雄           | 正田崇 | 西澤晉     | 高島大輔        | 古澤貴文、松本文男                    |           |
| #11  |          | 自滅因子           | 正田崇 | 結城真吾   | 富永恆雄 岩月甚 | 岡辰也、小倉恭平 渡邊真由美、福世孝明 |           |

### 播放媒體
日本深夜動畫：下文記載的日本国内播放時間使用日本標準時間（UTC+9）表示。因為部分時間标识會採用30小时制，因此請留意这类超过24:00的时间，其實際播放時間為翌日清晨。
| 播放日期         | 播放時間                          | 播放電視台     | 所屬聯播網 | 備註                    |
| ---------------- | --------------------------------- | -------------- | ---------- | ----------------------- |
| 2017年10月6日－  | 星期五 01:05－01:35（星期五深夜） | 東京都會電視台 | 東京都     |                         |
| 2017年10月7日－  | 星期六 21:00－21:30（星期六晚上） | AT-X           | 日本全國   | CS放送 / 有重播節目     |
| 2017年10月09日－ | 星期一 00:30－01:00（星期一深夜） | 日本BS放送     | 日本全國   | BS放送 / 『ANIME+節目』 |

| 網路播放日期     | 網路播放時間                      | 播放網路平台    | 備註                                              |
| ---------------- | --------------------------------- | --------------- | ------------------------------------------------- |
| 2017年10月6日－  | 星期五 01:05－01:35（星期五深夜） | AbemaTV         | 新作TV動畫                                        |
|                  | 星期五 01:05－（星期五深夜）      | bilibili        |                                                   |
| 2017年10月13日－ |                                   | 騰訊視頻、AcFun | 騰訊視頻於10月21日臨時停止更新，10月28日更新連2集 |

### 藍光／DVD
| 卷          | 發售日         | 收錄話         | 規格編號    |
| Blu-ray BOX | Blu-ray BOX    | Blu-ray BOX    | Blu-ray BOX |
| ----------- | -------------- | -------------- | ----------- |
| 1           | 2017年12月22日 | 第0話－第5話   | DMPXA-012   |
| 2           | 2018年2月23日  | 第6話－第11話  | DMPXA-013   |
| 3           | 2018年7月13日  | 第12話－第17話 | DMPXA-014   |
| DVD         |                |                |             |
| 1           | 2018年1月26日  | 第0話－第2話   | DMMPBA-023  |
| 2           | 2018年1月26日  | 第3話－第5話   | DMMPBA-024  |
| 3           | 2018年3月23日  | 第6話－第8話   | DMMPBA-025  |
| 4           | 2018年3月23日  | 第9話－第11話  | DMMPBA-026  |
| 5           | 2018年7月27日  | 第12話－第14話 | DMMPBA-027  |
| 6           | 2018年7月27日  | 第15話－第17話 | DMMPBA-028  |

## 外部連結
- light（页面存档备份，存于）（日語）
- Dies irae Also sprach Zarathustra（無印版）（页面存档备份，存于）（日語）
- Dies irae Die Morgendammerung（页面存档备份，存于）（日語）
- Dies irae Also sprach Zarathustra -die Wiederkunft-（页面存档备份，存于）（日語）
- Dies irae 〜Acta est Fabula〜（页面存档备份，存于）（日語）
- Dies irae 〜Acta est Fabula〜Sound Collection（页面存档备份，存于）（日語）
- Dies irae 〜Amantes amentes〜（Consumer版）（页面存档备份，存于）（日語）
- Dies irae Portal Site（页面存档备份，存于）（日語）
- Dies irae 〜Amantes amentes〜（Android/iOS版）（页面存档备份，存于）（日語）
- Attyonnburike（Gユウスケ）（日語）
- Dies irae動畫項目（页面存档备份，存于）（日語）
- 電視動畫「Dies irae」官方網站（页面存档备份，存于）（日語）
- 「Dies irae」Fan Page（页面存档备份，存于）（中文）
- 電視動畫「Dies irae」官方的X（前Twitter）（日語）